# Пузырник восточный
Пузырник восточный (лат. Colutea orientalis) — вид деревянистых растений рода Пузырник (Colutea) семейства Бобовые (Fabaceae), произрастающий на скалистых местах в Крыму и на Кавказе.

## Ботаническое описание

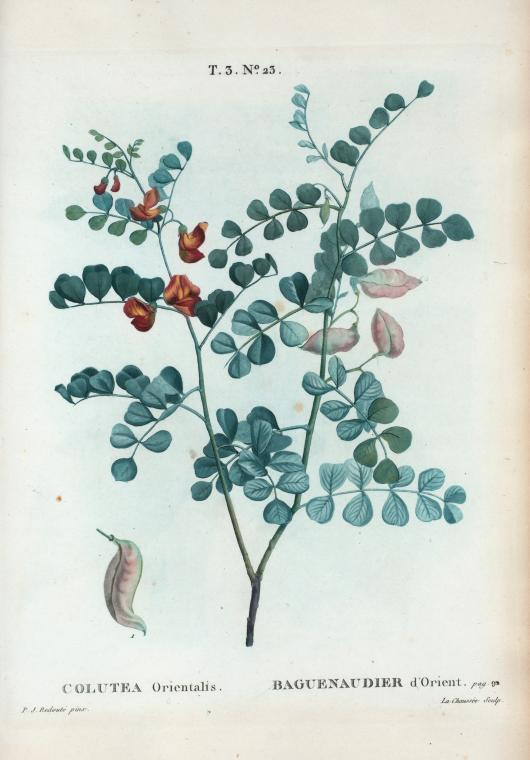

Кустарник. Листья 5—6 см длиной, с 3—4 парами листочков; листочки округлые с клиновидным основанием, усечённой или вдавленной верхушкой, 9—13 мм шириной, 11—18 мм длиной, сверху голые, снизу редко коротко прижато-волосистые.
Соцветие — 3—4(реже 5)-цветковая кисть, 5—6 см длиной. Цветки 11—12 мм длиной, оранжево-красные; цветоножки 5 мм длиной, редковолосистые. Чашечка широко-колокольчатая, зев её до 5—6 мм, зубцы острые, длинные (почти до двух третей длины трубки), длина чашечки 5—6 мм. Крылья короче лодочки, плоские, серповидные; лодочка усечённая, с небольшим носиком. Завязь голая. Боб 4 см длиной, 17—20 мм шириной, с небольшой (2—4 мм) плодоножкой, иногда кажется сидячим, голый, брюшной шов на конце изогнут вниз почти под прямым углом, благодаря чему верхушка боба образует характерный клюв, при созревании хорошо раскрывающийся по брюшному шву. Цветение в мае—июле.